# مسيح ميرزا
مسيح ميرزا (1469 - 1491) هو أحد أمراء الآق قويونلو، وابن أوزون حسن سلطان الآق قويونلو.

## حياته
ولد عام 1469م. والده هو أوزون حسن سلطان الآق قويونلو، ووالدته هي ثيودورا ابنة يوحنا الرابع كومنينوس إمبراطور طرابزون. ومن تلاميذه أحد النبلاء المحليين، صوفي خليل البكتاشي. ولا توجد معلومات عن نشاطات أخويه غير الشقيقين سلطان خليل وسلطان يعقوب، اللذان اعتلى العرش بعد وفاة أبيهما، خلال فترة حكمهما القصيرة. وقد تم ذكره لأول مرة بعد وفاة السلطان يعقوب الغامضة. وبحسب الأسطورة، أراد سلجوقشاه بك تسميم ابنه مسيح ميرزا، المولود من زوج أخر لزوجته، لكن ابنيه يوسف ميرزا والسلطان يعقوب شربا الشراب السام الذي أعده. وبعد هذه الحادثة انتحر هو نفسه بشرب هذا الشراب.
بعد وفاة أخيه السلطان يعقوب، خانه ابن أخيه صوفي خليل البكتاشي ونصب ابن السلطان الراحل الصغير بايسنقر ميرزا على العرش. احتج بعض القبائل على هذا الأمر وبدأوا تمردًا للإطاحة بمسيح. لكن في اشتباك وقع بالقرب من سلطان آباد عام 1491، هُزم أمراء بايوندور وقُتل مسيح ميرزا على يد تلميذه السابق صوفي خليل.